# Lista de pinturas de Almeida Júnior
Esta é uma lista de pinturas de Almeida Júnior.
José Ferraz de Almeida Júnior é natural de Itu, São Paulo, 1850, faleceu em Piracicaba, mesmo estado, no ano de 1899. No ano de 1869, ingressa na Academia Imperial de Belas Artes (Aiba). Ao conhecer o trabalho do artista, em uma viagem que fez pelo interior paulistano, o imperador Dom Pedro II concede-lhe uma bolsa de estudos na Europa. Em Paris, estuda na École nationale supérieure des beaux-arts (Escola Nacional Superior de Belas Artes), entre 1876 e 1882.

## Lista de pinturas
| Imagem | Título | Data           | Material                  | Coleção                                              | Versão audível |
| ------ | --- | -------------- | ------------------------- | ---------------------------------------------------- | -------------- |
|        | Apóstolo São Paulo | 1869           | tinta a óleo tela         |                                                      |                |
|        | Caipira Pitando | 1895           | tinta a óleo tela         | No/unknown value                                     |                |
|        | As lavadeiras | 1875           | tinta a óleo tela         | No/unknown value                                     |                |
|        | Perfil de mulher | 1882           | tinta a óleo painel       | No/unknown value                                     |                |
|        | A noiva | 1886           | tinta a óleo tela         | No/unknown value                                     |                |
|        | Piquenique no Rio das Pedras | 1899           | tinta a óleo tela         | No/unknown value                                     |                |
|        | A estrada | 1889           | tinta a óleo tela         | No/unknown value                                     |                |
|        | Paisagem rural | 1895           | tinta a óleo tela         | No/unknown value                                     |                |
|        | Retrato da Baronesa de Araraquara |                | tinta a óleo              | No/unknown value                                     |                |
|        | O pintor | 1880           | tinta a óleo              | No/unknown value                                     |                |
|        | A modelo |                | tinta a óleo              | No/unknown value                                     |                |
|        | O Tempo | século XIX     | tinta a óleo tela         |                                                      |                |
|        | Aurora | 1883           | tinta a óleo tela madeira |                                                      |                |
|        | Natureza Morta | 1882           | tinta a óleo tela         |                                                      |                |
|        | Negra | 1891           | tinta a óleo tela         |                                                      |                |
|        | Arredores do Louvre | 1880           | tinta a óleo tela         |                                                      |                |
|        | O Modelo | 1897           | tinta a óleo tela         | No/unknown value                                     |                |
|        | A mendiga | 1899           | tinta a óleo tela         | No/unknown value                                     |                |
|        | Retrato de Pierre de Frédy | século XIX     | tinta a óleo tela         | No/unknown value                                     |                |
|        | Ateliê em Paris | 1880           | tinta a óleo tela         | No/unknown value                                     |                |
|        | Repouso | século XIX     | tinta a óleo tela         | No/unknown value                                     |                |
|        | Depois do banho | 1881           | tinta a óleo tela         | No/unknown value                                     |                |
|        | Arrumadeira curiosa |                |                           |                                                      |                |
|        | Batelão | século XIX     |                           |                                                      |                |
|        | A italianinha | século XIX     | tinta a óleo tela         | No/unknown value                                     |                |
|        | Depois da festa | 1886           | tinta a óleo tela         | No/unknown value                                     |                |
|        | Casa rústica. | 1897           | tinta a óleo tela         |                                                      |                |
|        | Cabeça de caipira | século XIX     |                           | No/unknown value                                     |                |
|        | Marinha (Guarujá) | 1895           | tinta a óleo tela         | No/unknown value                                     |                |
|        | Mais um copo |                |                           |                                                      |                |
|        | Os irmãos Munhós'# | 1893           | tinta a óleo tela         | No/unknown value                                     |                |
|        | Estudo da Mendiga | 1899           | tinta a óleo tela         | No/unknown value                                     |                |
|        | Constança Maria de Brito Filgueiras de Arruda Botelho                                                                                      | 1884           | tinta a óleo tela         | No/unknown value                                     |                |
|        | Estudo de nu | século XIX     | tinta a óleo tela         |                                                      |                |
|        | Porträt des Ezequiel Freire | século XIX     | tinta a óleo tela         |                                                      |                |
|        | Paisagem de Itu |                |                           |                                                      |                |
|        | Jóquei e cavalo | 1895           | tinta a óleo tela         | No/unknown value                                     |                |
|        | Jóquei, cavalo puro sangue e ovelha em estrebaria                                                                                          | 1890           | tinta a óleo tela         |                                                      |                |
|        | Prontos para o domingo |                |                           |                                                      |                |
|        | Velho pensador |                |                           |                                                      |                |
|        | Salto de Itú, Piquenique da Família do Dr. Elias Chaves                                                                                    | 1886           | tinta a óleo tela         | Coleção Fundo Museu Paulista Coleção Museu Paulista  |                |
|        | Partida da Monção | 1897           | tinta a óleo tela         | Coleção Fundo Museu Paulista Coleção Museu Paulista  |                |
|        | Retrato de Pedro II | 1889           | tinta a óleo tela         | Coleção Fundo Museu Paulista Coleção Museu Paulista  |                |
|        | Retrato do Dr. Prudente José de Mores Barros                                                                                               | século XX      | tinta a óleo tela         | Coleção Fundo Museu Paulista Coleção Museu Paulista  |                |
|        | Retrato do Dr. Fernando Prestes de Albuquerque                                                                                             | 1898           | tinta a óleo tela         | Coleção Fundo Museu Paulista Coleção Museu Paulista  |                |
|        | Retrato de Antonio Paes de Barros (Primeiro Barão de Piracicaba)                                                                           | 1876           | tinta a óleo tela         | Coleção Fundo Museu Paulista Coleção Museu Paulista  |                |
|        | Estudo de Nu | século XX      | tinta a óleo tela         | Coleção Fundo Museu Paulista Coleção Museu Paulista  |                |
|        | Senhora Cubana | 1944           | tinta a óleo tela         | Coleção Fundo Museu Paulista Coleção Museu Paulista  |                |
|        | Partida da Monção (Estudo) | década de 1890 | tinta a óleo tela         | Coleção Fundo Museu Paulista Coleção Museu Paulista  |                |
|        | Retrato do General José Couto de Magalhães                                                                                                 | 1888           | tinta a óleo tela         | Coleção Fundo Museu Paulista Coleção Museu Paulista  |                |
|        | Retrato Póstumo de Dona Ana Eufrosina Vasconcelos                                                                                          | século XX      | tinta a óleo tela         | Coleção Fundo Museu Paulista Coleção Museu Paulista  |                |
|        | Retrato de Dona Tereza Correia de Camargo Leite                                                                                            | 1895           | tinta a óleo tela         | Coleção Fundo Museu Paulista Coleção Museu Paulista  |                |
|        | Retrato do Dr. Elias Chaves, 1879 | século XX      | tinta a óleo tela         | Coleção Fundo Museu Paulista Coleção Museu Paulista  |                |
|        | A Conversão de São Paulo a Caminho de Damasco                                                                                              | 1889 1888 1890 | tinta a óleo              | Coleção Fundo Museu Paulista Coleção Museu Paulista  |                |
|        | A Partida da Monção, óleo de Almeida Júnior (1850-1899). Inspirado em desenhos de Hércules Florence, foi Pintado em São Paulo, em 1897 (1) |                |                           | Coleção Fundo Museu Paulista Coleção Museu Paulista  |                |
|        | A Partida da Monção, óleo de Almeida Júnior (1850-1899). Inspirado em desenhos de Hércules Florence, foi Pintado em São Paulo, em 1897 (2) |                |                           | Coleção Fundo Museu Paulista Coleção Museu Paulista  |                |
|        | A Partida da Monção, óleo de Almeida Júnior                                                                                                |                |                           | Coleção Fundo Museu Paulista Coleção Museu Paulista  |                |
|        | Rosto Humano |                | desenho grafite           | Coleção Fundo Museu Paulista Coleção Museu Paulista  |                |
|        | Mão Agarrando |                | desenho grafite           | Coleção Fundo Museu Paulista Coleção Museu Paulista  |                |
|        | Retrato de José Estanislau de Oliveira (Visconde de Rio Claro)                                                                             | 1888           | tinta a óleo tela         | Coleção Museu Paulista Coleção Fundo Museu Paulista  |                |
|        | Salto de Itú, Pique-Nique da Família do Dr. Elias Chaves                                                                                   |                | tinta a óleo              | Coleção Museu Paulista Coleção Fundo Museu Paulista  |                |
|        | Retrato de D. Joana Liberal da Cunha | 1892           | tinta a óleo tela         | Coleção da Pinacoteca do Estado de São Paulo         |                |
|        | Victorino Carmilo | 1890           | tinta a óleo tela         | Coleção da Pinacoteca do Estado de São Paulo         |                |
|        | Retrato de Euzébio Stevaux | 1894           | tinta a óleo tela         | Coleção da Pinacoteca do Estado de São Paulo         |                |
|        | José Alves de Cerqueira César | 1890           | tinta a óleo tela         | Coleção da Pinacoteca do Estado de São Paulo         |                |
|        | Retrato do Dr. Bernardino de Campos | 1896           | tinta a óleo tela         | Coleção da Pinacoteca do Estado de São Paulo         |                |
|        | Pedro Gonçalves Dente | 1892           | tinta a óleo tela         | Coleção da Pinacoteca do Estado de São Paulo         |                |
|        | Retrato do Dr. Cesário Motta | século XIX     | tinta a óleo tela         | Coleção da Pinacoteca do Estado de São Paulo         |                |
|        | Retrato de moça |                | tinta a óleo madeira      | Coleção da Pinacoteca do Estado de São Paulo         |                |
|        | Batismo de Jesus | 1895           | tinta a óleo tela         | Coleção da Pinacoteca do Estado de São Paulo         |                |
|        | Cristo crucificado | 1889           | tinta a óleo tela         | Coleção da Pinacoteca do Estado de São Paulo         |                |
|        | José Manoel de Mesquita |                | tinta a óleo tela         | Coleção da Pinacoteca do Estado de São Paulo         |                |
|        | Retrato do Dr. Francisco Eugenio Pacheco e Silva                                                                                           | 1884           | tinta a óleo tela         | Coleção da Pinacoteca do Estado de São Paulo         |                |
|        | Silvino Egydio de Souza Aranha | 1881           | tinta a óleo tela         | Coleção da Pinacoteca do Estado de São Paulo         |                |
|        | José Ferraz de Almeida (O pai do artista)                                                                                                  |                | tinta a óleo tela         | Coleção da Pinacoteca do Estado de São Paulo         |                |
|        | João Alves Rubião Junior | 1896           | tinta a óleo tela         | Coleção da Pinacoteca do Estado de São Paulo         |                |
|        | Ana Cândida do Amaral Souza (A mãe do artista)                                                                                             |                | tinta a óleo tela         | Coleção da Pinacoteca do Estado de São Paulo         |                |
|        | A Pintura (Alegoria) | 1892           | tinta a óleo tela         | Coleção da Pinacoteca do Estado de São Paulo         |                |
|        | Cena de Família de Adolfo Augusto Pinto | 1891           | tinta a óleo tela         | Coleção da Pinacoteca do Estado de São Paulo         |                |
|        | Nhá Chica | 1895           | tinta a óleo tela         | Coleção da Pinacoteca do Estado de São Paulo         |                |
|        | Saudade | 1899           | tinta a óleo tela         | Coleção da Pinacoteca do Estado de São Paulo         |                |
|        | Caipira Picando Fumo | 1893           | tinta a óleo tela         | Coleção da Pinacoteca do Estado de São Paulo         |                |
|        | Cozinha Caipira | 1895           | tinta a óleo tela         | Coleção da Pinacoteca do Estado de São Paulo         |                |
|        | O Violeiro | 1899           | tinta a óleo tela         | Coleção da Pinacoteca do Estado de São Paulo         |                |
|        | Figura (Academia, Estudo de Nu) | século XIX     | tinta a óleo tela         | Coleção da Pinacoteca do Estado de São Paulo         |                |
|        | Marinha, Guarujá | 1895           | tinta a óleo tela         | Coleção da Pinacoteca do Estado de São Paulo         |                |
|        | Paisagem do Sítio Rio das Pedras | 1899           | tinta a óleo tela         | Coleção da Pinacoteca do Estado de São Paulo         |                |
|        | Ponte da Tabatingüera | década de 1890 | tinta a óleo tela         | Coleção da Pinacoteca do Estado de São Paulo         |                |
|        | Retrato do Dr. Manoel Lopes de Oliveira | 1891           | tinta a óleo tela         | Coleção da Pinacoteca do Estado de São Paulo         |                |
|        | Retrato de Prudente de Moraes |                | tinta a óleo tela         | Coleção da Pinacoteca do Estado de São Paulo         |                |
|        | Pedro Magalhães |                | tinta a óleo tela         | Coleção da Pinacoteca do Estado de São Paulo         |                |
|        | O estatuário (Ressurreição) | século XIX     | tinta a óleo tela         | Coleção da Pinacoteca do Estado de São Paulo         |                |
|        | Mosqueteiro |                | tinta a óleo tela         | Coleção da Pinacoteca do Estado de São Paulo         |                |
|        | Francisco de Assis Peixoto Gomide | 1898           | tinta a óleo tela         | Coleção da Pinacoteca do Estado de São Paulo         |                |
|        | Menino | 1894           | tinta a óleo tela         | Coleção da Pinacoteca do Estado de São Paulo         |                |
|        | Tarquínio e Lucrécia | 1874           | tinta a óleo tela         | Coleção da Pinacoteca do Estado de São Paulo         |                |
|        | Natureza morta |                | tinta a óleo tela         | Coleção da Pinacoteca do Estado de São Paulo         |                |
|        | Estudo para Cabeça de Caipira | 1893           | tinta a óleo tela         | Coleção da Pinacoteca do Estado de São Paulo         |                |
|        | Leitura | 1892           | tinta a óleo tela         | Coleção da Pinacoteca do Estado de São Paulo         |                |
|        | Paisagem Fluvial | 1899           | tinta a óleo painel       | Coleção da Pinacoteca do Estado de São Paulo         |                |
|        | Amolação Interrompida | 1894           | tinta a óleo tela         | Coleção da Pinacoteca do Estado de São Paulo         |                |
|        | Cascata de Votorantim | 1893           | tinta a óleo tela         | Coleção da Pinacoteca do Estado de São Paulo         |                |
|        | O Inoportuno | 1898           | tinta a óleo tela         | Coleção da Pinacoteca do Estado de São Paulo         |                |
|        | Apertando o Lombilho | 1895           | tinta a óleo tela         | Coleção da Pinacoteca do Estado de São Paulo         |                |
|        | No ateliê | 1894           | tinta a óleo tela         | Coleção da Pinacoteca do Estado de São Paulo         |                |
|        | Estudo da Partida da Monção | 1897           | tinta a óleo tela         | Coleção da Pinacoteca do Estado de São Paulo         |                |
|        | Estudo para "Fuga da Sagrada Família para o Egito"                                                                                         | 1881           | tinta a óleo tela         | Coleção da Pinacoteca do Estado de São Paulo         |                |
|        | Rubino de Oliveira, 1892. | 1892           | tinta a óleo tela         | Faculdade de Direito da Universidade de São Paulo    |                |
|        | Padre Miguel Correa Pacheco | 1890           |                           | Igreja Matriz de Nossa Senhora da Candelária         |                |
|        | Joaquim Egídio de Souza Aranha | 1896           | tinta a óleo tela         | Irmandade da Santa Casa de Misericórdia de São Paulo |                |
|        | Antonio de Aguiar Barros (Marquês de Itu)                                                                                                  | 1886           | tinta a óleo tela         | Irmandade de Santa Casa de Misericórdia              |                |
|        | Fuga para o Egito | 1881           | tinta a óleo tela         | Museu Nacional de Belas Artes                        |                |
|        | Remorso de Judas | 1880           | tinta a óleo tela         | Museu Nacional de Belas Artes                        |                |
|        | Caipiras Negaceando | 1888           | tinta a óleo tela         | Museu Nacional de Belas Artes                        |                |
|        | Recado difícil | 1895           | tinta a óleo tela         | Museu Nacional de Belas Artes                        |                |
|        | O Derrubador Brasileiro | 1875           | tinta a óleo tela         | Museu Nacional de Belas Artes                        |                |
|        | Descanso do modelo | 1882           | tinta a óleo tela         | Museu Nacional de Belas Artes                        |                |
|        | O Negrinho | século XIX     | pastel                    | Museu da Casa Brasileira                             |                |
|        | O Pintor Belmiro de Almeida |                | tinta a óleo tela         | Museu de Arte de São Paulo                           |                |
|        | Busto Masculino | século XIX     | tinta a óleo tela         | Museu de Arte de São Paulo                           |                |
|        | Moça com Livro | século XIX     | tinta a óleo tela         | Museu de Arte de São Paulo                           |                |
|        | O Ateliê do Artista | 1886           | tinta a óleo tela         | Museu de Arte de São Paulo                           |                |
|        | Monge capuchinho | 1874           |                           | Museu de Arte de São Paulo                           |                |
|        | Paisagem rústica com ponte e casa |                | tinta a óleo painel       | Museu de Arte de São Paulo                           |                |
|        | Paisagem do Rio Piracicaba |                | tinta a óleo tela         | Museu de Arte de São Paulo                           |                |
|        | General J. V. Couto de Magalhães | 1888           | tinta a óleo tela         | Museu do Ipiranga                                    |                |
|        | Autorretrato | 1878           | tinta a óleo tela         | Pinacoteca Ruben Berta                               |                |
|        | Amolação Interrompida (Estudo) | 1893           | tinta a óleo tela         | Pinacoteca de São Paulo                              |                |